# Palilula (općina, Niš)
Palilula (općina) (ćirilično: Градска општина Палилула) je gradska općina Niša u Nišavskom okrugu u Srbiji. 

## Stanovništvo
Prema popisu stanovništva iz 2002. godine općina je imala 72.165 stanovnika,

## Administrativna podjela
Općina Medijana podjeljena je na urbani dio grada Niša i seoska naselja.
Mjesne zajednice;
- Ledena Stena
- Naselje Milka Protić
- Bubanj (neselje)
- Kičevo (Niš)
- Stara željeznička kolonija
- Palilula
- Gabrovačka Reka

i još veliki broj drugih naselja.
Seoska naselja:
- Lalinac
- Krušce
- Mramor
- Mramorski Potok
- Deveti Maj (stari naziv jeNovo Selo)
- Čokot
- Donje Međurovo
- Gornje Međurovo
- Bubanj
- Pasi Poljana
- Donje Vlase
- Gabrovac
- Berbatov
- Vukmanovo
- Suhi Do

## Vanjske poveznice
- Službena stranica općine[neaktivna poveznica]